# 21st Century Fox
Twenty-First Century Fox, Inc. és una empresa de mitjans de comunicació multinacional nord-americama. Va ser una de les dues companyies formades a partir de la divisió al 2013 dels actius editorials de News Corporation, fundada per Rupert Murdoch al 1979. 21st Century Fox és el successor legal de News Corporation, i s'ocupa principalment de les indústries de cinema i televisió. Actualment és el quart conglomerat més gran de mitjans de comunicació del món (després de Comcast, The Walt Disney Company i Time Warner). L'altra companyia, la "nova" News Corp, té els interessos de mitjans impresos (premsa i editorials). Tots dos són propietat de la nissaga dels Murdoch.
Les empreses que formen part de 21st Century Fox són Fox Entertainment Group (que és la propietària de la productora de cinema 20th Century Fox i de la cadena de televisió Fox), el canal de televisió de pagament asiàtic STAR, Sky plc i National Geographic Society. El 2017, la multinacional negocia per ser adquirida per l'empresari nord-americà The Walt Disney Company per 60 mil milions de dòlars. És vist com un dels acords comercials en desenvolupament més ambiciosos en la història dels negocis.

## Història

### Formació i antecedents
21st Century Fox va sorgir com a escissió de News Corporation, i va reprendre els sector entreteniment i mitjans audivisuals. El 2012; Rupert Murdoch n'era el director general i accionista majoritari de la nova companyia. Chase Carey és el seu President i Director d'Operacions. La Junta Directiva de News Corporation va aprovar l'escissió ele 2013,  i la decisió que va ser ratificada pels accionistespoc després. La nova companyia va completar l'escissió el 28 de juny i formalment va començar a cotitzar a la borsa NASDAQ l'1 de juliol. Els plans per a la divisió es van anunciar originalment el 28 de juny de 2012, mentre que els detalls addicionals i el nom de treball de la nova empresa es va donar a conèixer el 3 de desembre de 2012.
Segons Murdoch aquesta operació de divisió d'actius «desbloquejarà el veritable valor de les empreses i dels seus diferents actius. A més, permetrà als inversors beneficiar-se de les oportunitats estratègiques de manera separada, ja que comportarà una gestió més precisa de cada empresa». Aquesta operació també es va produir arran d'una sèrie d'escàndols que van danyar la reputació de News Corporation al Regne Unit. La divisió es va estructurar de manera que els actius de publicació editorial de News Corporation s'incardinessin a News Corp. La resta d'actius pertanyen a 21st Century Fox, que serveix com a successor legal de News Corporation.
Originalment la companyia va ser denominada Fox Group, però Murdoch el va canviar el 2013 en 21st Century Fox per retenir la fama de l'històric 20th Century Fox. El logotip ofereix una versió modernitzada dels reflectors icònics de la Fox.

### Desenvolupament posterior
El 8 de gener de 2014 Rupert Murdoch va anunciar els plans de la companyia per deixar de cotitzar en la Borsa de Valors d'Austràlia, per cotitzar únicament al NASDAQ. Cotitzar a Austràlia era un vestigi de l'època News Corporation, però 21st Century Fox té molt poca presència a Austràlia, a diferència de News Corp. Murdoch va declarar que els canvis, que s'esperava que es completessin al juny de 2014, anaven encaminats a "simplificar l'estructura operativa de 21st Century Fox".
El juny de 2014, 21st Century Fox va fer una oferta per adquirir Time Warner, que també havia girat en els seus actius editorials, per 80.000 milions de dòlars en efectiu i accions. L'acord va ser rebutjat pel consell d'administració de la Times Warner al juliol de 2014, ja que també hauria implicat la venda de CNN per alleujar els assumptes antimonopoli. El 5 d'agost de 2014, 21st Century Fox va anunciar que havia retirat la seva oferta per Time Warner. Les accions de la companyia havien caigut abruptament per aquesta notícia. Per compensar va prometre de comprar 6.000 milions de dòlars d'accions durant els següents 12 mesos.
El 25 de juliol de 2014, 21st Century Fox va anunciar la venda de Sky Itàlia i Sky Deutschland a BSkyB per 9.000 milions de dòlars, subjecte a l'aprovació dels reguladors i dels accionistes. Fox utilitzaria els diners de la venda, juntament amb 25 mil milions de dòlars que va rebre de Goldman Sachs, per intentar una altra oferta per Time Warner.
El 9 de setembre de 2015, 21st Century Fox va anunciar una empresa conjunta amb finalitats de lucre amb la National Geographic Society. La nova companyia es dirà National Geographic Partners i es farà càrrec de tots els mitjans de comunicació de National Geographic i els productes destinats als consumidors, incloent-hi la revista National Geographic i les xarxes de televisió de National Geographic que ja s'executaven com una empresa conjunta amb la companyia. El 2015, 21st Century Fox tenia una participació del 73 % en la companyia.

## Operacions
Les operacions de 21st Century Fox poden classificar-se en quatre grans segments de report: programació de xarxes de cable, televisió, entreteniment filmat i televisió per satèl·lit de transmissió directa. Entre les divisions de la companyia està Twentieth Century Fox Consumer Products, que "atorga llicències i comercialitza propietats a tot el món" en nom d'una sèrie d'actius de 21st Century Fox i de tercers.

## Govern corporatiu[Cal actualitzar]
El 2013, Murdoch és president i conseller delegat de la companyia, mentre que Chase Carey va prendre els llocs de president i director d'operacions. Els càrrecs de copresident van ser creats el 2014 i ocupats per Lachlan Murdoch i James Murdoch, tots dos fills de Rupert Murdoch.
L'1 de juliol de 2015, Lachlan Murdoch va ser elevat a Copresident Executiu al costat del seu pare i James Murdoch va reemplaçar al seu pare com CEO. L'ex COO Chase Carey es va convertir en vicepresident executiu.

## Actius
21st Century Fox es compon principalment dels mitjans de comunicació i les propietats de radiodifusió que eren propietat del seu predecessor, com Fox Entertainment Group, STAR TV, i una participació de 39,14 % a Sky plc. Les propietats de difusió de News Corporation a Austràlia, com Foxtel i Fox Sports Austràlia, continuen formant part de recentment reanomenada News Corp Austràlia, que es va separar amb la nova News Corp i no forma part de 21st Century Fox.